# 水源
水源（すいげん、英語: water source）とは、川などの流れ出るもと。または、用水（農業用水、工業用水）や水道（上水道、簡易水道）として利用する水の供給源。後者の場合は井戸はもとより海水淡水化施設が該当することもある。

## 位置関係
（水源） - 上流 - 中流-下流 - （河口）。

## 水源の種類と特徴

### 河川
河川から取水することは容易であり、大量に取水できることが多い。河川の水質は上流ほど良好で、下流ほど人為的に汚濁を受けていることが多い。また、上流に貯水池や湖沼がある場合はその影響を直接受けやすい。
水質や水量が変わりやすく、一般に降雨時は濁度など水質が悪化しやすくなる。溶存酸素は比較的多く、硬度は一般的に低い傾向にある。

### 湖沼
取水は河川と同様に容易であるが、水量は河川以上に安定していると言える。一般に河川よりも水質が良い傾向にあるが、これは静水で自浄作用の効果が大きいからである。ただし、一度水質が悪化すると回復に時間を要する。また、湖岸よりも湖心の方が水質が良い。湖沼内部では水の循環があり、春秋は水が濁りやすく、夏冬は水が透き通りやすくなる。
流入河川や風により水質が変わりやすい。もし栄養塩類が流入した場合は富栄養化現象が起こりやすい。

### 地下水
地下水は自由地下水（浅層水）・被圧地下水（深層水）・湧水・伏流水に大別される。

### 海水
地球上の水の97％は海水が占めるが、工業技術を用いて淡水を得られる。

## 日本列島の沿岸における水源
海や河川での航路を示すための浮標は1980年に開催された国際航路標識協会の浮標特別会議により「水源に向かって左側は緑色」「水源に向かって右側は赤色」と定められている。ここで言う「水源」とは、川などの場合は一番上流の水が流れ出るもとを指し、港、湾、入り江などの場合は海から見て一番奥まった場所を指す。そして、港、湾、入り江などを除く日本列島の多くの沿岸や離島では、浮標の色を緑か赤かを定めるためにどこか特定の地点を「水源」として決める必要がある。そのために便宜上として日本では与那国島を「日本列島沿岸部の水源」として定めている。